# Споднє Партинє
Споднє Партинє (словен. Spodnje Partinje) — поселення в общині Ленарт, Подравський регіон‎, Словенія.